# Ceylanköy, Lüleburgaz
Ceylanköy là một xã thuộc huyện Lüleburgaz, tỉnh Kırklareli, Thổ Nhĩ Kỳ. Dân số thời điểm năm 2011 là 497 người.